# Periquito
Periquito este un oraș în Minas Gerais (MG), Brazilia.